# ۱۴۴۲ (قمری)
۱۴۴۲ قمری، هزاروچهارصدوچهل‌ودومین سال در گاه‌شماری هجری قمری قراردادی سالی کبیسه است.
اول محرم این سال روز پنجشنبه: ۳۰ مرداد ۱۳۹۹ هجری خورشیدی (برابر با ۲۰ اوت ۲۰۲۰ میلادی) است.